# Европско првенство у атлетици у дворани 1986 — скок увис за мушкарце
Такмичење у скоку увис у мушкој конкуренцији на 17. Европском првенству у атлетици у дворани 1986. године одржано је 22. фебруара. у Дворани спорта у Мадриду, (Шпанија).
Титулу европског првака освојену на Европском првенству у дворани 1985. у Пиреју бранио је Патрик Шебарг из Шведске.

## Земље учеснице
Учествовала су 11 скакача увис из 8 земаља.
1. Белгија (1)
2. Чехословачка (2)
3. Уједињено Краљевство (1)
4. Пољска (2)
5. румунија (1)
6. Совјезски Савез (1)
7. Шведска (1)
8. Западна Немачка (2)

## Рекорди
| Рекорди пре почетка Европског првенства у дворани 1986.     | Рекорди пре почетка Европског првенства у дворани 1986. | Рекорди пре почетка Европског првенства у дворани 1986. | Рекорди пре почетка Европског првенства у дворани 1986. | Рекорди пре почетка Европског првенства у дворани 1986. | Рекорди пре почетка Европског првенства у дворани 1986. |
| ----------------------------------------------------------- | ------------------------------------------------------- | ------------------------------------------------------- | ------------------------------------------------------- | ------------------------------------------------------- | ------------------------------------------------------- |
| Светски рекорд                                              | Дитмар Мегенбург                                        | Западна Немачка                                         | 2,39                                                    | Келн, Западна Немачка                                   | 24. фебруар 1985.                                       |
| Европски рекорд                                             | Дитмар Мегенбург                                        | Западна Немачка                                         | 2,39                                                    | Келн, Западна Немачка                                   | 24. фебруар 1985.                                       |
| Рекорди европских првенстава                                | Владимир Јашенко                                        | Совјетски Савез                                         | 2,35                                                    | Милано, Италија                                         | 12. март 1978.                                          |
| Рекорди европских првенстава                                | Патрик Шеберг                                           | Шведска                                                 | 2,35                                                    | Пиреј, Грчка                                            | 2. март 1985.                                           |
| Најбољи светски резултат сезоне у дворани                   | Џим Хауард                                              | САД                                                     | 2,36                                                    | Албукерки, САД                                          | 25. јануар 1986.                                        |
| Најбољи светски резултат сезоне у дворани                   | Карло Тренхард                                          | Западна Немачка                                         | 2,36                                                    | Берлин, Западна Немачка                                 | 14. фебруар 1985.                                       |
| Најбољи европски резултат сезоне у дворани                  | Карло Тренхард                                          | Западна Немачка                                         | 2,36                                                    | Берлин, Западна Немачка                                 | 14. фебруар 1985.                                       |
| Рекорди после завршеног Европског првенства у дворани 1986. |                                                         |                                                         |                                                         |                                                         |                                                         |
| Нових рекорда није било                                     |                                                         |                                                         |                                                         |                                                         |                                                         |

## Најбољи европски резултати у 1986. години
Десет најбољи европски такмичари у скоку увис у дворани 1985. године пре почетка првенства (2. марта 1985), имали су следећи пласман на европској и светској ранг листи. (СРЛ)
| 1. | Карло Тренхард     | Западна Немачка | 2,36 | 14. фебруар | =1. СРЛ  |
| 2. | Александар Котович | Совјетски Савез | 2,34 | 18. јануар  | 3. СРЛ   |
| 3. | Јацек Вшола        | Пољска          | 2,33 | 9. фебруар  | 4. СРЛ   |
| 4. | Патрик Шеберг      | Шведска         | 2,32 | 22. јануар  | =5. СРЛ  |
| 4. | Валериј Середа     | Совјетски Савез | 2,32 | 25. јануар  | =6. СРЛ  |
| 6. | Дитмар Мегенбург   | Западна Немачка | 2,31 | 17. јануар  | = 8. СРЛ |
| 6. | Еди Анис           | Белгија         | 2,31 | 17. јануар  | = 8. СРЛ |
| 6. | Јан Звара          | Чехословачка    | 2,31 | 31.јануар   | = 8. СРЛ |
| 6. | Вадим Огањан       | Совјетски Савез | 2,31 | 6. фебруар  | = 8. СРЛ |
| 6. | Игор Паклин        | Совјетски Савез | 2,31 | 16. фебруар | = 8. СРЛ |

Такмичари чија су имена подебљана учествују на ЕП 1986.

## Освајачи медаља
|                                  |                                |                                                  |
| Дитмар Мегенбург Западна Немачка | Карло Тренхард Западна Немачка | Џеф Парсон Уједињено Краљевство Еди Анис Белгија |

## Резултати

### Финале
| Пласман | Атлетичар          | Земља                | ЛР   | ЛРС  | Резултат | Белешка |
| ------- | ------------------ | -------------------- | ---- | ---- | -------- | ------- |
|         | Дитмар Мегенбург   | Западна Немачка      | 2,39 | 2,38 | 2,34     |         |
|         | Карло Тренхард     | Западна Немачка      | 2,37 | 2,36 | 2,31     |         |
|         | Џеф Парсон         | Уједињено Краљевство | 2,30 | 2,30 | 2,28     |         |
|         | Еди Анис           | Белгија              | 2,31 | 2,31 | 2,28     |         |
| 5.      | Сорин Матеј        | Румунија             | 2,29 | 2,29 | 2,28     |         |
| 6.      | Кжиштоф Кравчик    | Пољска               | 2,27 |      | 2,24     |         |
| 6.      | Патрик Шеберг      | Шведска              | 2,38 | 2,32 | 2,24     |         |
| 8.      | Јан Звара          | Чехословачка         | 2,31 | 2,31 | 2,24     |         |
| 9.      | Даријуш Зиелке     | Пољска               | 2,28 | 2,28 | 2,24     |         |
| 10.     | Александар Котович | Совјезски Савез      | 2,35 | 2,34 | 2,24     |         |
| 10.     | Јиндрих Вондра     | Чехословачка         | 2,27 | 2,27 | 2,24     |         |

Подебљани лични рекорди су и национални рекорди земље коју такмичарка представља

## Укупни биланс медаља у скоку увис за мушкарце после 17. Европског првенства у дворани 1970—1986.
|     | Земља                |    |    |    |    |
| --- | -------------------- | -- | -- | -- | -- |
| 1.  | Западна Немачка      | 5  | 4  | 4  | 13 |
| 2.  | Совјетски Савез      | 5  | 4  | 1  | 10 |
| 3.  | Мађарска             | 3  | 2  | 1  | 6  |
| 4.  | Пољска               | 1  | 2  | 2  | 5  |
| 5.  | Чехословачка         | 1  | 1  | 1  | 3  |
| 6.  | Швајцарска           | 1  | 0  | 2  | 3  |
| 7.  | Шведска              | 1  | 0  | 1  | 2  |
| 8,  | Источна Немачка      | 0  | 3  | 0  | 3  |
| 9.  | Француска            | 0  | 1  | 0  | 1  |
| 10. | Румунија             | 0  | 0  | 2  | 2  |
| 11. | Белгија              | 0  | 0  | 1  | 1  |
| 11. | Грчка                | 0  | 0  | 1  | 1  |
| 11. | Уједињено Краљевство | 0  | 0  | 1  | 1  |
| 11. | Холандија            | 0  | 0  | 1  | 1  |
|     | Укупно {14}          | 17 | 17 | 18 | 52 |

|     | Атлетичар        | Земља           |   |   |   |   |
| --- | ---------------- | --------------- | - | - | - | - |
| 1,  | Дитмар Мегенбург | Западна Немачка | 4 | 0 | 1 | 5 |
| 2.  | Иштван Мајор     | Мађарска        | 3 | 1 | 0 | 4 |
| 3.  | Владимир Јашенко | Совјетски Савез | 2 | 0 | 0 | 2 |
| 4.  | Карло Тренхард   | Западна Немачка | 1 | 3 | 0 | 4 |
| 5.  | Кестутис Шапка   | Совјетски Савез | 1 | 1 | 0 | 2 |
| 5.  | Јацек Вшола      | Пољска          | 1 | 1 | 0 | 2 |
| 7.  | Роланд Далхојзер | Швајцарска      | 1 | 0 | 2 | 3 |
| 8.  | Владимир Мали    | Чехословачка    | 1 | 0 | 1 | 2 |
| 9.  | Ролф Бајлшмит    | Источна Немачка | 0 | 2 | 0 | 2 |
| 10. | Ендре Келемен    | Мађарска        | 0 | 1 | 1 | 2 |
| 10. | Јири Тармак      | Совјетски Савез | 0 | 1 | 1 | 2 |